# Marie Brema
Marie Brema, nata Mary Agnes Fehrmann, anche nota come Minnie Fehrmann, (Liverpool, 28 febbraio 1856 – Manchester, 22 marzo 1925), è stata un mezzosoprano britannica. Ha cantato come mezzosoprano drammatico in concerti, opere liriche e oratori nell'ultimo decennio del XIX e nel primo decennio del XX secolo. Ha creato diversi ruoli importanti ed è stata la prima cantante britannica ad apparire al Festspielhaus di Bayreuth.

## Biografia
Marie Brema nacque Mary Agnes Fehrmann (conosciuta anche come Minnie Fehrmann) a Liverpool da un padre tedesco, John Fehrmann (di Brema) e da una madre americana, Cora Wooster Jarvis. Fu cresciuta tra persone che amavano la musica e il dramma, ma non si interessò alla musica fino al suo matrimonio nel 1874 con Arthur Frederick Braun.
Fu incoraggiata a sottoporsi ad una formazione vocale, cosa che fece, ma fu diversi anni più tardi (dopo 3 mesi di studio con George Henschel) che apparve per la prima volta davanti al pubblico, cantando il Ganymed di Schubert in un concerto popolare. Venne così ammirata che continuò ad allenarsi con altri insegnanti e fece ulteriori apparizioni in concerti. Il suo debutto sul palcoscenico fu nel 1891 a Oxford come Adriana Lecouvreur.

## Inizi della carriera
Il 10 ottobre 1891 (a 35 anni), prendendo il nome d'arte dalla città natale di suo padre, fece il suo debutto lirico nella prima produzione inglese della Cavalleria rusticana di Mascagni, come Lola, allo Shaftesbury Theatre di Londra. (Sotto la direzione di Arditi e al fianco di Francesco Vignas nel ruolo di Turiddu: la nuova opera fece sensazione.) Uno spettacolo fu eseguito davanti alla Regina Vittoria al Castello di Windsor nel novembre 1891.
Ottenne un successo e lo fece seguire da uno più grande nell'Orfeo ed Euridice di Gluck più tardi nello stesso anno. Shaw fu testimone di alcune prime apparizioni a Londra, ad esempio nel maggio 1892 in una performance bissata della ambientazione di Love's Philosophy di Welsing e in luglio in un concerto di musica varia (con Ellen Terry, Joseph Hollman, ecc.).
Aveva conquistato l'ammirazione di Shaw in un'esibizione di Erlkönig di Schubert, ma ora la trovò non abbastanza versatile, super specializzata, con un colore vocale fisso a causa dell'eccessiva enfasi del registro basso drammatico: e raccomandò che avrebbe dovuto concedere invece all'ascoltatore la semplice bellezza del suono nella parte superiore della sua voce, quando avrebbe dovuto assumere un alto grado come cantante.
Nel febbraio del 1893, durante un'esibizione alla Royal Albert Hall di Redenzione di Gounod (con Miss Palliser e Watkin Mills), pensò che cantasse While my watch I am keeping "con un tocco vocale più gentile e un approccio più vicino allo stile puramente lirico di come l'avessi già sentita prima", dicendo che ora poteva diventare il successore della signora Belle Cole. Nell'aprile del 1893, ad un concerto della Filarmonica (che vide anche Sapellnikoff nel Concerto in Mi maggiore di Chopin), "si sta rivelando con una vena tremendamente drammatica, si scatenò decisamente durante una scena di Schiller-Joachim e nel Creation Hymn, scandalizzando la Filarmonica, ma trascinando la moltitudine".
Shaw, che non ammirava Brahms, lodò l'introduzione di Harzreise im Winter di Marie Brema nel febbraio 1894, anche se pensava che le parole di Goethe fossero state "disumanizzate" (da Brahms) e che cantasse "senza due pence di sentimento", lei aveva un valore di "mille sterline" di intelligenza e risoluzione drammatica. Di recente ha fatto una notevole conquista dell'arte del canto". Una volta aveva pensato che la sua voce non sarebbe durata cinque anni, ma ammise che ora avrebbe potuto durare per cinquanta. I segni di usura erano svaniti e "la nota sostenuta alla fine era un modello di gestione vocale. In qualsiasi paese ragionevolmente artistico", ha aggiunto, "Miss Brema avrebbe intrapreso una carriera straordinaria sul palcoscenico lirico invece di sprecare le sue qualità sulla piattaforma del concerto".
La sua raccomandazione non fu sprecata, ma il palco del concerto non la perse. Nel 1894 la Brema creò la parte dello Spirito Malvagio nel King Saul di Sir Hubert Parry al Festival di Birmingham. Durante la carriera operistica che seguì, continuò a cantare spesso in concerti e oratori ai festival musicali in Gran Bretagna.

## Bayreuth, America ed Europa
Fu quindi portata all'attenzione di Cosima Wagner da Hermann Levi, e fu invitata a prendere parte al Festival di Bayreuth, dove cantò i ruoli di Ortrud nel Lohengrin e Kundry nel Parsifal. Fu la prima cantante inglese ad apparire a Bayreuth. Affermata come Wagneriana, nel 1894 fece il suo primo tour negli Stati Uniti d'America con la Compagnia di Walter Damrosch e, oltre a questi due ruoli, apparve anche come Brangäne nel Tristano e Isotta e Brünnhilde ne La Valchiria.
La sua Brünnhilde era considerata particolarmente bella, non solo per la sua splendida vocalizzazione, ma anche per la sua statura e il suo bell'aspetto. Rientrata in Europa, interpretò questi ruoli a Bayreuth e aggiunse ad essi la seconda Brünnhilde (Il crepuscolo degli dei) e Fricka in L'oro del Reno.
In America Marie Brema cantò Brangäne in un Tristano in tedesco in un cast con Lillian Nordica nel ruolo di Isotta, Jean de Reszke nel ruolo di Tristano e il fratello Edouard come King Mark e anche in L'anello, esibizioni sotto la direzione di Anton Seidl e Felix Mottl. Durante la stagione 1898-1899 al Met, cantò Fides ne Le prophète di Meyerbeer, al fianco di de Reszkes e Lilli Lehmann. In varie parti d'Europa, ad esempio a Parigi, Berlino e Bruxelles, apparve con grande successo nei panni di Dalila in Samson et Dalila di Saint-Saëns, un ruolo che le era particolarmente adatto e di Amneris nell'Aida di Verdi. Orfeo rimase un ruolo molto importante per tutta la sua carriera. Nella stagione londinese del 1897 David Bispham, (Wotan in La Valchiria), la definì "superba" insieme a Ernest van Dyck, Susan Strong ed Ernestine Schumann-Heink e Klein la classificò tra i grandi protagonisti del rilancio de L'anello di Felix Mottl al Covent Garden.
Nel 1897 la Brema fu tra quelle invitate ad esibirsi al Concerto del Giubileo di Stato a Buckingham Palace, dove cantò Plus grand dans son Obscurité da La regina di Saba di Gounod. Tra gli altri interpreti c'erano Bispham, Emma Nevada, Fernando De Lucia ed Emma Albani. La Brema e Bispham cantarono di nuovo su invito reale a Osborne House non molto tempo dopo.
Nel 1897 la Brema eseguì il Wesendonck-Lieder di Wagner (arrangiamento di Felix Mottl) alla Queen's Hall per Henry Wood in un concerto per il compleanno di Wagner (22 maggio) e successivamente nello stesso programma recitò la Scena dell'immolazione di Brünnhilde. A Wood piaceva lavorare con lei e la definì "una cantante wagneriana davvero eccezionale". Egli osservò che poteva drammatizzare le parti che interpretava senza fare gesti ed era "certamente di stile tedesco". Nel 1898 presentò La fiancee du timbalier di Saint-Saëns. Nel novembre e nel dicembre 1900 apparve per Wood in tre concerti speciali wagneriani alla Royal Albert Hall, con orchestre di 200 membri.

## Geronteed Elgar
Nell'ottobre 1900, al Birmingham Triennial Music Festival, Marie Brema ricreò il ruolo dell'Angelo nella prima rappresentazione di Il sogno di Geronte di Sir Edward Elgar, con Edward Lloyd e Harry Plunket Greene, sotto la direzione di Hans Richter. Lo spettacolo non fu un grande successo, in parte a causa della natura difficile e alquanto rivoluzionaria della composizione e del tempo relativamente breve che era stato a disposizione degli artisti per prepararla. Si esibì di nuovo, questa volta sotto la direzione di Elgar, allo Sheffield Festival del 1902, con John Coates e David Ffrangcon-Davies: nello stesso concerto Eugène Ysaÿe suonò il concerto di Beethoven. Gli stessi solisti tennero la seconda esibizione londinese del Dream alla Queen's Hall, con la London Choral Society, appena formata, nel febbraio del 1904.
Negli anni seguenti il ruolo dell'Angelo fu più spesso interpretato dal principale contralto inglese Louise Kirkby Lunn, anch'ella una celebre cantante wagneriana (Ortrud, Kundry, Brangane e Fricka), Amneris e Dalilah e in molti modi un successore di Marie Brema, anche se senza la sua gamma vocale per una irresistibile Brünnhilde. Nel 1903, scrivendo alla Brema della sua interpretazione originale, Elgar scrisse: "Ho, ovviamente, in memoria la tua bella e intellettuale creazione della parte e anche se non ho mai pensato che la "tessitura" fosse adatta a te, per l'artista magnifica che sei, l'hai fatta procedere molto finemente".

## Carriera successiva
Herman Klein, descrivendo la scena musicale londinese intorno al 1900, notò l'assenza di importanti cantanti contralto di origine inglese, a parte le tre notevoli eccezioni di Clara Butt, Marie Brema e Kirkby Lunn. Di Marie Brema scrisse che era più correttamente un mezzosoprano, contraddistinta da "la sua ammirevole padronanza del tono-colore, la sua impeccabile dizione e le sue infinite sfumature di appassionata espressione poetica".
La Brema apparve di nuovo al fianco di David Bispham nella prima dell'opera di Stanford Much Ado About Nothing, nel ruolo di Beatrice con il suo Benedick, in un cast che comprendeva anche John Coates, Suzanne Adams e Pol Plançon. Avvenne per la stagione 1901 del Covent Garden. Nel 1902 cantò Brünnhilde (in tedesco) a Parigi per Hans Richter. Nel gennaio del 1908 organizzò tre concerti a Bruxelles, in cui Gervase Elwes la raggiunse nei quartetti solisti Liebeslieder di Brahms.
Nel 1910-1911 organizzò una sua stagione d'opera al Savoy Theatre, cantando Orfeo in inglese. Secondo Henry Wood, la sua formazione del coro per mettere in luce la dizione nell'auditorium fu meravigliosa e imperscrutabile. Questa stagione fu condotta da Frank Bridge. Nel 1912 visitò le province con la Denhof Opera Company. Dopo questo si ritirò dalle scene.

## Carriera come insegnante
Dopo il suo ritiro la Brema divenne direttrice del corso d'opera al Royal Manchester College of Music. Tra quelli che beneficiarono dei suoi insegnamenti c'erano Luella Paikin e Heddle Nash.
È stata presidente della Society of Women Musicians nel 1917-1918.
Morì a Manchester, a 69 anni, per cause sconosciute.

## Famiglia
Tita Brand, Marie Brema e la figlia di Arthur Frederick Braun, sposarono lo studioso, poeta e scrittore belga Emile Cammaerts. Dopo lo scoppio della guerra nel 1914, Sir Edward Elgar compose un accompagnamento sinfonico Carillon per una poesia patriottica Chantons, Belges, Chantons di Cammaerts che fu eseguita per la prima volta recitata da Tita Brand. Tita Brand, che ebbe una carriera come attrice, era una donna di grandi dimensioni con una voce profonda, capace di declamare in modo udibile Bergliot di Grieg sopra un'indomita orchestra diretta da Henry Wood.